# کلیسای سانتا ماریا آسونتا

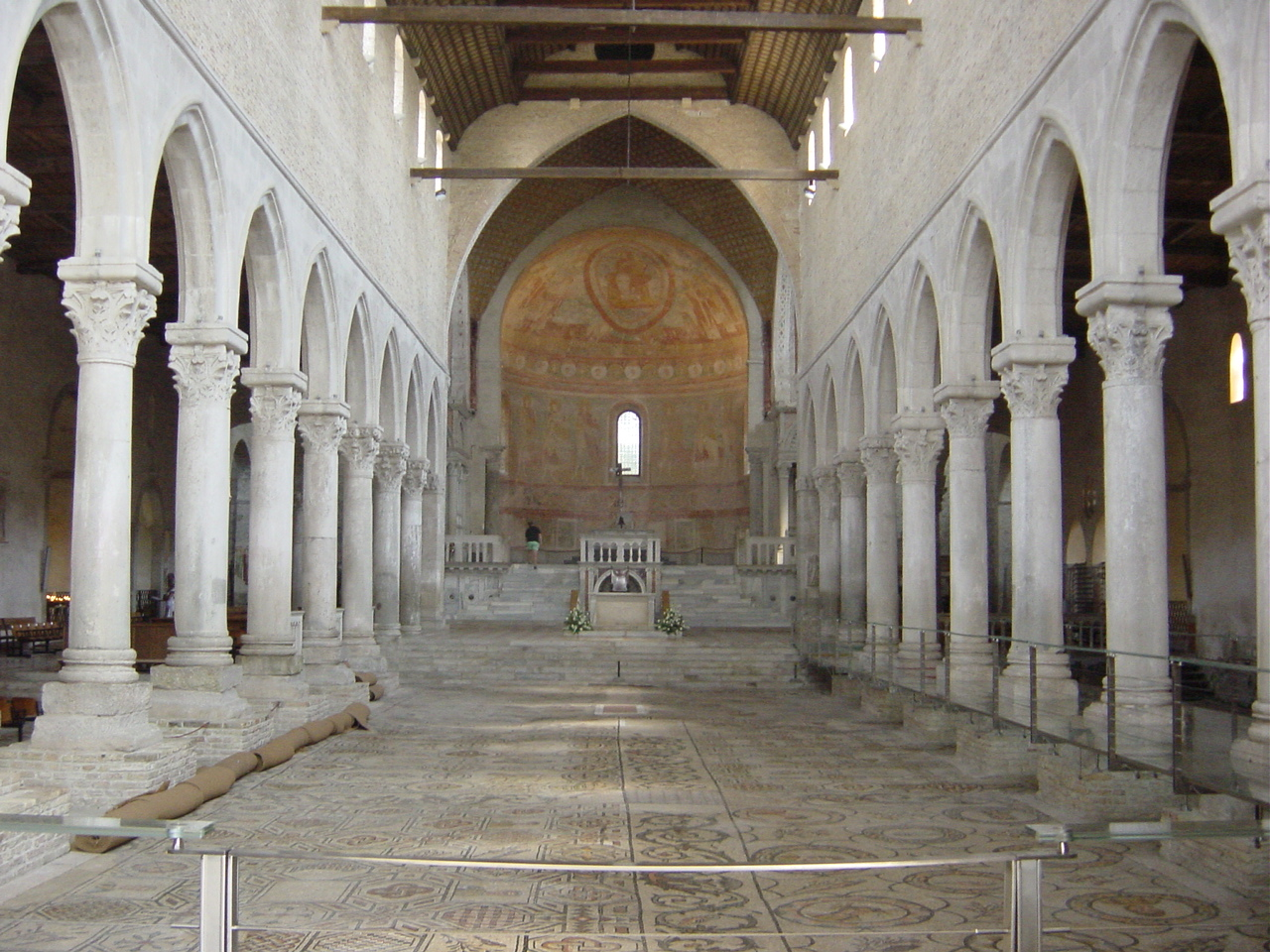
شبستان

کلیسای سانتا ماریا آسونتا (ایتالیایی: Basilica Patriarcale di Santa Maria Assunta) کلیسای اصلی در شهر آکویلیا، استان اودینه و منطقه فریولی ونتزیا جولیا، ایتالیا است.
پیشینه کلیسای اصلی به سده چهارم بر می‌گردد. کلیسای کنونی در سده یازدهم ساخته شد و دوباره در سده سیزدهم بازسازی شد.

## معماری
نمای خارجی، به سبک رومی-گوتیک، توسط یک رواق به کلیسای مشرکان و بقایای تعمیدگاه سده پنجم متصل می‌شود. فضای داخلی دارای یک شبستان و دو راهرو با سنگفرش موزاییکی قابل توجه از سده چهارم است. سقف چوبی مربوط به سال ۱۵۲۶ است، در حالی که تزئینات نقاشی دیواری متعلق به سنین مختلف است.